# Marcel Stern
Marcel Stern (Gênova, 9 de janeiro de 1922 — 16 de abril de 2002) foi um velejador suíço, medalhista olímpico. Ele competiu nos Jogos Olímpicos de Verão de 1968 na classe 5.5 Metre e conquistou a medalha de prata, ao lado de Louis Noverraz e Bernard Dunand.
Anteriormente, Stern já havia disputado na vela nos Jogos Olímpicos de 1948 (Londres, Ylliam VII, 7º lugar) e 1952 (Helsinque, Ylliam VIII, 6º lugar).